# Moxostoma lacerum
Moxostoma lacerum är en fiskart som först beskrevs av Jordan och Brayton, 1877.  Moxostoma lacerum ingår i släktet Moxostoma och familjen Catostomidae. IUCN kategoriserar arten globalt som utdöd. Inga underarter finns listade i Catalogue of Life.